# Nariman Kurbanov
Nariman Khusanjanuly Kurbanov (kazakh: Нариман Құсанжанұлы Құрбанов; Almati, 6 de desembre de 1997) és una gimnasta artístic kazakh especialista en cavall amb arcs. És el medallista de plata olímpic de 2024, així com el campió asiàtic de 2023 i 2024 a l'esdeveniment. També és el medallista de bronze dels Jocs Asiàtics de 2022 al cavall amb arcs.

## Primers anys
Kurbanov va començar la gimnàstica quan tenia cinc anys a Almati. Va ser entrenat pel seu pare, Khussaanzhan, des de 2004.
Kurbanov va fer el seu debut internacional al Campionat del Món de 2017 i va realitzar amb èxit una nova habilitat en el cavall amb arcs que va rebre el seu nom al Codi de Punts. Es va col·locar 54è al cavall amb arcs durant la ronda de classificació.

### 2018
Kurbanov va competir als Jocs de Solidaritat Islàmica al costat de Milad Karimi i Dmitriy Patanin, i van guanyar la medalla de bronze per equips. Individualment, Kurbanov va guanyar una vegada més la medalla de plata al cavall d'armes darrere d'Abu Al-Soud. A continuació, a la Copa Mundial de Desafiament de París, va guanyar la medalla de plata al cavall amb arcs i va guanyar la medalla d'or a la Copa Mundial de Desafiament de Szombathely. Va acabar quart al cavall amb arcs al Campionat del Món per segon any consecutiu.

### 2019
En la seva segona competició internacional, la Copa del Món de Melbourne, Kurbanov va guanyar una medalla d'or al cavall amb arcs. Després va quedar setè a la Copa del Món de Bakú. A la Koper World Challenge Cup, va guanyar la medalla de plata darrere de Kōhei Kameyama. Va representar el Kazakhstan als Jocs Asiàtics de 2018, acabant sisè amb el cavall amb arcs i sisè amb l'equip de Kazakhstan. A continuació, al Campionat del Món de Doha, es va classificar per a la final de l'esdeveniment de cavalls amb arcs i va quedar cinquè.

### 2020-21
Kurbanov va competir a la Copa del Món de Bakú 2020 i va acabar cinquè al cavall amb arcs a la ronda de classificació. Les finals de l'esdeveniment, però, es van cancel·lar a causa de la pandèmia de COVID-19. Va tornar a competir el novembre de 2020 a la Szombathely World Challenge Cup i va guanyar la medalla d'or al cavall amb arcs.
Kurbanov va guanyar una medalla de plata al cavall amb arcs darrere de Matvei Petrov a l'Osijek World Challenge Cup 2021. També va guanyar la medalla de plata del cavall amb arcs a la Copa del Món de Doha 2021. Al Campionat del Món de 2021, va acabar quart a la final de cavalls amb arcs, a només 0,134 de guanyar una medalla.

### 2022
Kurbanov va ser el millor classificat per a la final de cavalls amb arcs a la Copa del Món de Cottbus, però va guanyar la medalla de bronze a la final. Una setmana més tard, va guanyar la medalla d'or a la Copa del Món de Doha. També va guanyar l'or a la Copa del Món de Bakú. Va guanyar per segon any consecutiu el títol general de cavalls amb arcs de la Copa del Món. A continuació, al campionat asiàtic, va guanyar una medalla de bronze amb els seus companys d'equip del Kazakhstan, i va guanyar el títol de cavall amb arcs.
Kurbanov va competir als Jocs Mundials Universitaris, guanyant la medalla de plata al cavall amb armes darrere de Lee Chih-kai. Després, als Jocs Asiàtics, va guanyar la medalla de bronze darrere de Lee i Ryota Tsumura. Va acabar 16è a la ronda de classificació dels Campionat del Món, sense poder classificar-se per a la final de l'aparell.

### 2023
Kurbanov també va competir a la sèrie World Challenge Cup 2024. En el primer esdeveniment a Antalya, va guanyar la medalla de plata al cavall amb arcs per una dècima de punt per darrere d'Ahmad Abu Al-Soud. Després va guanyar la medalla d'or a l'esdeveniment de Varna. Va defensar amb èxit el seu títol al campionat asiàtic.
Kurbanov va començar la temporada a la Copa del Món de Bakú, acabant quart amb el cavall amb arcs. Després va competir a la Koper World Challenge Cup malgrat una febre de 40 graus, i va acabar novè. Va competir amb una rutina de dificultat baixa a la Universiada, però encara va guanyar la medalla de plata darrere de Lee Chih-kai. Aquesta va ser la primera vegada en 16 anys que un gimnasta artístic del Kazakhstan guanyava una medalla a les Universíades. A continuació, al Campionat del Món, va quedar 12è a la ronda de classificació, convertint-lo en el segon reserva per a la final de cavalls amb arcs.

### 2024
Kurbanov es va registrar per competir a la sèrie de la Copa del Món FIG 2024, que servia com a classificador olímpic. Els dos primers gimnastes elegibles de cada aparell guanyaven una plaça olímpica, i es preveia que l'aparell de cavalls amb arcs seria especialment competitiu. En el primer esdeveniment al Caire, Kurbanov va caure del cavall amb arcs, però va tornar per guanyar la medalla d'or a la segona prova a Cottbus. Després va acabar quart als esdeveniments de Bakú i Doha. Amb aquests resultats, Kurbanov va acabar segon de la general i es va classificar per als Jocs Olímpics d'estiu de 2024.
Kurbanov també va competir a la sèrie World Challenge Cup 2024. En el primer esdeveniment a Antalya, va guanyar la medalla de plata al cavall amb arcs per una dècima de punt per darrere d' Ahmad Abu Al-Soud. Després va guanyar la medalla d'or a l'aparell a Varna. Va defensar amb èxit el seu títol al campionat asiàtic.
Als Jocs Olímpics, va guanyar una medalla de plata en l'aparell de cavalls amb arcs, amb una puntuació de 15,433, per darrere de Rhys McClenaghan d'Irlanda.
Akorda va celebrar una solemne cerimònia de lliurament de premis als medallistes dels Jocs Olímpics d'estiu a París el 27 d'agost. Els olímpics i els seus entrenadors van rebre premis estatals de mans del president del Kazakhstan Khassim-Jomart Tokhàiev. Malgrat la pompa de l'acte, Nariman Kurbanov no va assistir i no va rebre premis.

## Vida personal
Kurbanov es va graduar a l'Acadèmia Kazakh d'Esports i Turisme amb un títol en coaching. El 2022, es va graduar a la Universitat Nacional Kazakh Al-Farabi amb una llicenciatura en dret.
El setembre de 2024 Kurbanov es va casar amb la gimnasta kazakh Aida Bauirzhanova.